# Hands of Stone
Hands of Stone (Brasil: Mãos de Pedra: A História Verdadeira de Roberto Durán / Portugal: Mãos de Pedra) é um filme biográfico estadunidense de 2016,  dirigido e escrito por Jonathan Jakubowicz. É estrelado por Édgar Ramírez no papel do ex-boxeador profissional panamenho Roberto Durán. O elenco conta ainda com Robert De Niro, Usher, Ruben Blades, Pedro Perez, Ellen Barkin, Ana de Armas, Oscar Jaenada e John Turturro.
O filme estreou em Cannes em 16 de maio de 2016 e foi lançado em 26 de agosto de 2016, pela The Weinstein Company.

## Elenco
- Édgar Ramírez como Roberto Durán
- Robert De Niro como Ray Arcel[5]
- Usher como Sugar Ray Leonard[6] creditado como "Usher Raymond IV".
- Oscar Jaenada como Chaflan
- Jurnee Smollett-Bell como Juanita Leonard
- Ellen Barkin como Stephanie Arcel[7]
- Rubén Blades como Carlos Eleta[8]
- Pedro Pérez como Plomo Quiñones[9]
- Ana de Armas como Felicidad Iglesias
- John Turturro como Frankie Carbo
- Eliud Kauffman como Margarito Duran
- John Duddy como Ken Buchanan[10]
- Joe Urla como Angelo Dundee
- Reg E. Cathey como Don King (sem crédito)

## Recepção da crítica
No Rotten Tomatoes, o filme tem uma taxa de aprovação de 44% com base em 106 críticas, com uma média de 5,34/10. O consenso dos críticos do site diz: "O elenco forte de Hands of Stone e a fascinante história da vida real não são suficientes para compensar uma narrativa lotada e um roteiro padronizado". No Metacritic, o filme tem uma pontuação média ponderada de 54 de 100, com base em 31 avaliações, indicando "críticas mistas ou médias".